# Danny Ecker

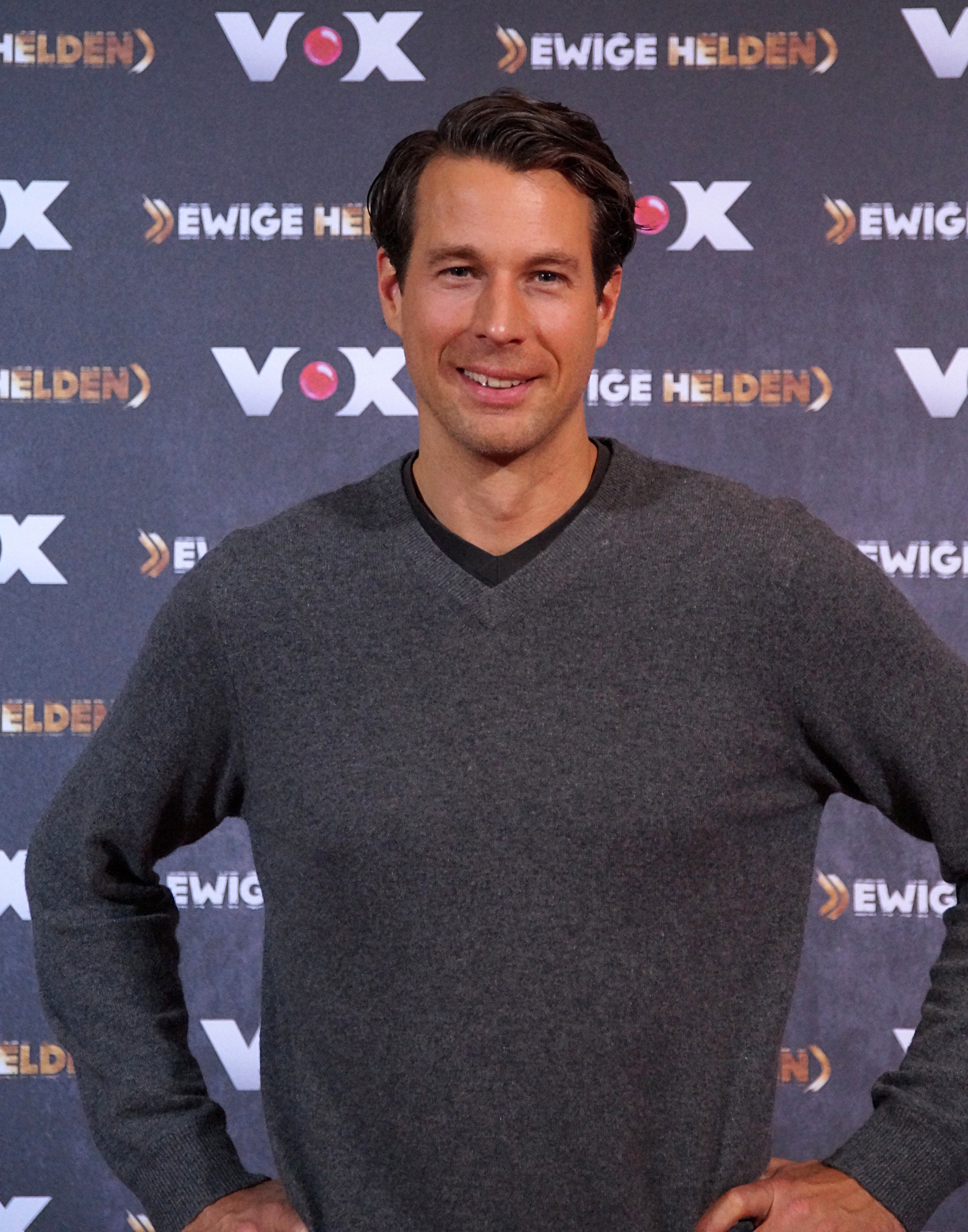
Danny Ecker im Dezember 2015

Daniel „Danny“ Ecker (* 21. Juli 1977 in Leverkusen) ist ein ehemaliger deutscher Stabhochspringer. Der dreimalige Olympiateilnehmer ist deutscher Rekordhalter in der Halle mit übersprungenen 6,00 m.

## Leben

### Karriere
Danny Ecker startet seit 1987 für den TSV Bayer 04 Leverkusen. Bei einer Größe von 1,92 m hatte er ein Wettkampfgewicht von 82 kg.
Im Jahr 2007 gewann Ecker seinen einzigen internationalen Titel: In der Wintersaison wurde er in Birmingham Halleneuropameister. Im September folgte dann sein größter Erfolg, als er bei den Weltmeisterschaften in Osaka mit übersprungenen 5,81 m die Bronzemedaille gewann. 2007 wurde er zum DLV-Leichtathleten des Jahres gewählt. Seine Bestleistungen liegen bei 6,00 m in der Halle (deutscher Hallenrekord, 2001) und 5,93 m im Freien (deutscher Juniorenrekord, 1998).
Bei seiner dritten Teilnahme an Olympischen Spielen 2008 in Peking erreichte er trotz massiver Probleme an der Achillessehne gleich zu Beginn der Saison Platz sechs. Im Jahr 2009 wurde er nochmals Deutscher Meister in der Halle mit 5,80 m.
2012 hatte er das Ziel, an den Olympischen Spielen in London teilzunehmen. Aber schon bei den Deutschen Meisterschaften konnte er nicht mehr starten, da er sich im Juni eine Beugerverletzung zuzogen hatte und anschließend entschied, Abschied vom Leistungssport als Stabhochspringer zu nehmen.

### Privates
Ecker wuchs in Leverkusen auf und ist der Sohn von John Ecker, einem ehemaligen Basketballspieler, und der Doppelolympiasiegerin Heide Ecker-Rosendahl. Bereits sein Großvater Heinz Rosendahl war mehrfacher Deutscher Meister im Diskuswurf. Er ist seit 2006 verheiratet, hat zwei Kinder und studierte Betriebswirtschaftslehre an der Fernuniversität Hagen. Er arbeitet bei der Bayer AG im Corporate Credit Management.

## Weitere sportliche Erfolge
- Deutscher Hallenrekord: 6,00 Meter (2001 in Dortmund)
- Olympische Spiele:
  - 6. Platz: Olympische Spiele 2008 in Peking
  - 5. Platz: Olympische Spiele 2004 in Athen
  - 8. Platz: Olympische Spiele 2000 in Sydney
- Weltmeisterschaften:
  - 4. Platz: Weltmeisterschaften 1999 in Sevilla
  - Finalteilnahme: Weltmeisterschaften 2005 in Helsinki (ohne gültigen Versuch)
- Europameisterschaften:
  - 4. Platz: Europameisterschaften 1998 in Budapest
- 3. Platz beim Grand-Prix Finale 1998

### Fernsehauftritte
2004 und 2005 belegte er beim TV total Turmspringen im Synchronspringen mit Lars Börgeling den ersten Platz. 2007 nahmen die beiden wieder an der Fernsehsendung teil und erreichten den zweiten Platz.
Im Februar 2016 nahm Ecker mit anderen ehemaligen Weltklassesportlern an der Show Ewige Helden des Fernsehsenders VOX teil.
2019 war er beim Prominenten-Special der Trampolin-Show Big Bounce Zweitplatzierter hinter Sascha Klein.